# Esfera de Conway
Na teoria matemática do nó, uma esfera de Conway, em homenagem a John Horton Conway, é uma esfera bidimensional de intersecção de um determinado nó na esfera tridimensional ou bola transversalmente tridimensional em quatro pontos. É essencial se é incompressível em superfície e tem limite incompressível no nó complementar.